# Elize Ryd
Hanna Elise Isabell Maj Höstblomma Ryd, meglio nota come Elize Ryd (Värnamo, 15 ottobre 1984), è una cantautrice e musicista svedese.
È famosa per essere la cantante della band Amaranthe. Ha guadagnato molta popolarità anche grazie alle sue performance con i Kamelot, sia dal vivo che in studio e grazie alle collaborazioni con molti gruppi svedesi.

## Carriera

### Inizi
Iniziò la sua carriera di cantante registrando alcuni cori per il terzo e quarto album della band power metal Falconer, rispettivamente nel 2003 e nel 2005. Qualche anno più tardi incontrò Jake E. Berg in un bar di Göteborg che le chiese di registrare la canzone Fade Away con il gruppo dei Dreamland. In seguito, questa collaborazione la portò a registrare tre canzoni del quarto album dei Dragonland intitolato Astronomy. Fu in questo periodo che la band symphonic metal dei Nightwish s'interessò ad Elize, vedendola come una possibile sostituta della cantante Tarja Turunen, anche se alla fine venne ritenuta non idonea.
In un'intervista, Elize dichiarò che ciò avvenne perché non aveva molta familiarità con l'industria musicale. Dopo essersi laureata al Gothenburg Performing Arts School, Olof Mörck e Jake E. Berg le proposero di diventare la voce del nuovo gruppo che avevano formato, gli Avalanche. Il nome, per motivi legali, fu in seguito sostituito con Amaranthe, gruppo nel quale è tuttora cantante.
Nel periodo 2011-2012, Elize si esibisce sul palco insieme alla band Kamelot e registra tre tracce del loro decimo album intitolato Silverthorn. Il 28 settembre 2012 sostiene, insieme al gruppo Kamelot, il tour nordamericano dei Nightwish, intitolato Imaginaerum World Tour, sostituendo per una data, insieme ad Alissa White-Gluz, Anette Olzon allora ricoverata.

### Collaborazioni
Nel 2011 ha avuto tre importanti collaborazioni che sono state messe in commercio, ha collaborato con il gruppo rock svedese Takida registrando per loro le tracce audio dei brani The Burning Heart e Renegade Five. Ha inoltre collaborato con Jake E. Berg e Andreas Solveström per il quinto album dei Dreamland. Nel 2012 registra il suo singolo di debutto intitolato Evolution, del progetto musicale Dreamstate istituito dal chitarrista Tomas Wallin, membro dei Takida. Nel 2013 ha collaborato con Timo Tolkki all'opera Avalon, il cui album è stato pubblicato il 17 maggio 2013. Nel 2015 partecipa al brano My Cocaine degli Smash Into Pieces.

## Discografia

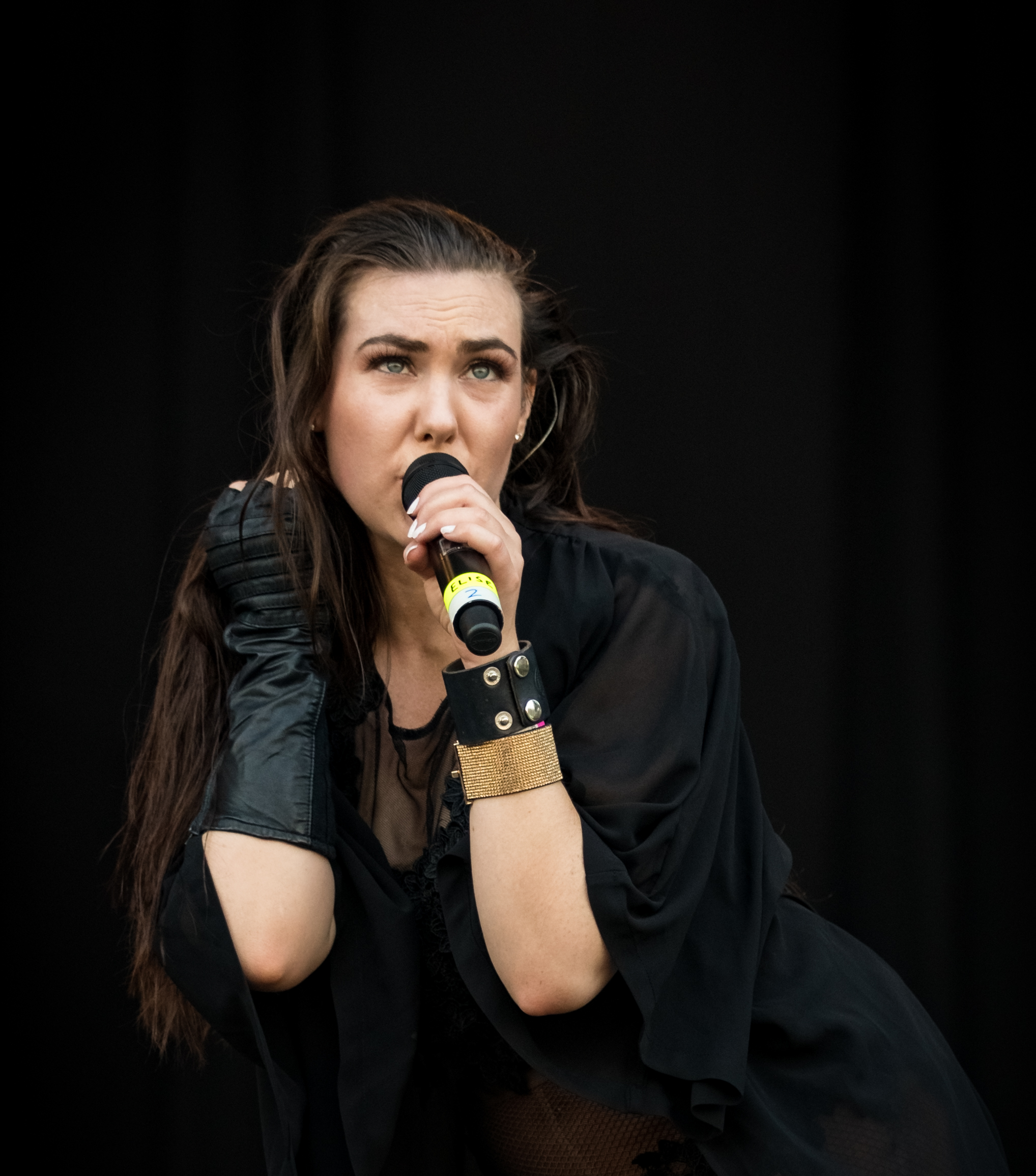
Elize Ryd al Wacken Open Air del 2018

### Album in studio

#### Con gli Amaranthe
- 2011 – Amaranthe
- 2013 – The Nexus
- 2014 – Massive Addictive
- 2016 – Maximalism
- 2018 – Helix
- 2020 – Manifest
- 2024 – The Catalyst

### Collaborazioni

#### Karmaflow OST con Tony Kakko
- 2015 – The Twins

#### Timo Tolkki's Avalon
- 2013 – The Land of New Hope

#### Docker's Guild
- 2016 – The Heisenberg Diaries - Book A: Sounds of Future Past

#### Arion
- 2018 - At the Break of Dawn

Dragonforce
- 2024 - Warp Speed Warriors

### Singoli

#### Amaranthe
- 2011 – Amarathine
- 2011 – Hunger
- 2011 – Rain
- 2012 – 1.000.000 Lightyears
- 2013 – The Nexus
- 2013 – Burn With Me
- 2013 – Invincible

#### Dreamstate
- 2012 – Evolution
- 2022 – Washed Away

#### Kamelot
- 2012 – Sacrimony (Angel of Afterlife)

#### Timo Tolkki's Avalon
- 2013 – Enshrined in My Memory

#### Smash Into Pieces
- 2015 – My Cocaine

#### Con Rickard Söderberg
- 2015 – One by One